# 5656 Oldfield
5656 Oldfield (A920 TA) là một tiểu hành tinh vành đai chính được phát hiện ngày 8 tháng 10 năm 1920 bởi W. Baade ở Bergedorf. Nó được đặt tên của Mike Oldfield.